# Campanula exigua
Campanula exigua är en klockväxtart som beskrevs av Rattan. Campanula exigua ingår i släktet blåklockor, och familjen klockväxter. Inga underarter finns listade i Catalogue of Life.